# Viento Fresco (paroisse civile)
Pour les articles homonymes, voir Viento Fresco, Viento et Fresco.
Viento Fresco est l'une des quatre divisions territoriales et statistiques et l'une des trois paroisses civiles de la municipalité de Cedeño dans l'État de Monagas au Venezuela. Sa capitale est Viento Fresco.